# Taylor (Texas)
Taylor is een plaats (city) in de Amerikaanse staat Texas, en valt bestuurlijk gezien onder Williamson County.

## Demografie
Bij de volkstelling in 2000 werd het aantal inwoners vastgesteld op 13.575.
In 2006 is het aantal inwoners door het United States Census Bureau geschat op 15.322, een stijging van 1747 (12.9%).

## Geografie
Volgens het United States Census Bureau beslaat de plaats een oppervlakte van
35,1 km², waarvan 35,0 km² land en 0,1 km² water. Taylor ligt op ongeveer 172 m boven zeeniveau.

## Geboren in Taylor
- Tex Avery (1908-1980), striptekenaar en tekenfilregisseur
- Fred Kerley (1995), Amerikaans atleet

## Plaatsen in de nabije omgeving
De onderstaande figuur toont nabijgelegen plaatsen in een straal van 24 km rond Taylor.